# André Hoffmann
André Hoffmann (n. 11 august 1961, Berlinul de Est, RDG) este un patinator de viteză ce a reprezentat Germania, medaliat olimpic. A participat la 2 ediții ale Jocurilor Olimpice (1984, 1988) în care a câștigat o medalie de aur.